# Pe răspunderea mea
Pe răspunderea mea este un film românesc din 1956 regizat de Paul Călinescu. Rolurile principale au fost interpretate de actorii Iurie Darie, Ileana Iordache și Marcel Anghelescu.

## Rezumat
Un creator de modă lansează un model urât pentru noua colecție și, deși toată lumea îi atrage atenția, bărbatul nu vrea să-și recunoască eșecul. Până în clipa în care cunoscuții lui iau o decizie neobișnuită ca să-i deschidă ochii.

## Distribuție
Distribuția filmului este alcătuită din:
- Iurie Darie — Dinu Măgureanu, desenator de modă, noul șef al Biroului de Desenatură al Fabricii de Confecții „Victoria” (menționat Darie Iurie)
- Ileana Iordache — Ioana Năvodaru, maistră țesătoare la Combinatul de Țesătorie și Imprimerie „Drumul nostru”
- Marcel Anghelescu — Șerban, un cofetar care se preface a fi ceasornicar, logodnicul Tincuței
- Liliana Tomescu — Tincuța, tehnician mecanic, colega de serviciu și prietena Ioanei, logodnica lui Șerban
- Ion Talianu — maistrul Cristian, fotograf artistic, proprietarul atelierului „La Cristian”
- Geo Barton — directorul general al Fabricii de Confecții „Victoria”
- Nelly Sterian — Matilda, fostă patroană de case de modă, colega de birou a lui Dinu
- Paul Sava — Perfuică, directorul executiv al Fabricii de Confecții „Victoria”, responsabilul cu organizarea expoziției
- Natașa Alexandra — Olimpia Măgureanu, mătușa lui Dinu de la Dîrlău
- Vasile Tomazian — Vasile, clientul care a mâncat ultima porție din tortul de ciocolată
- George Manu — Anghelache, colegul de birou al lui Dinu
- Romulus Neacșu — Radu State, cofetar, colegul de serviciu și prietenul lui Șerban
- Coty Hociung — moș Pandelache, unchiul lui Dinu
- Haralambie Polizu — responsabilul Cooperativei Meșteșugărești „Ceasornicarul”
- Corina Constantinescu — Sanda, colega de birou a lui Dinu
- Val Săndulescu
- Horia Căciulescu — colegul de birou al lui Dinu
- Gheorghe Cărare
- Carol Kron
- Neli Nicolau Ștefănescu (menționată Nelly Nicolau)
- Constantin Dinescu (menționat Const. Dinescu)
- Jean Lorin Florescu — rudă a lui Dinu de la Dîrlău
- Ion Porsilă
- Ștefania Georgescu
- Silvia Colberti
- Mircea Albulescu — milițianul care dirijează circulația (nemenționat)
- Ion Anghel — chelnerul care-l servește pe Dinu la bufetul din Dîrlău (nemenționat)

## Primire
Filmul a fost vizionat de 1.387.167 de spectatori în cinematografele din România, după cum atestă o situație a numărului de spectatori înregistrat de filmele românești de la data premierei și până la data de 31 decembrie 2014 alcătuită de Centrul Național al Cinematografiei.